# Косцелецкий, Николай (воевода калишский)
Николай Косцелецкий (ок. 1485—1535) — государственный деятель Польского королевства, каштелян иновроцлавский (с 1516 года), воевода иновроцлавский (1520—1522), бжесць-куявский (1523—1525) и калишский (1525—1535). Староста добжиньский и бжесць-куявский.

## Биография
Представитель польского дворянского рода Косцелецких герба «Огоньчик». Единственный сын воеводы иновроцлавского Яна Косцелецкого (ок. 1430—1498) и Катажины Одровонж из Журавицы (ум. после 1497).
С 1516 года Николай Косцелецкий упоминается в звании каштеляна иновроцлавского. В 1520 году получил должность воеводы иновроцлавского, в 1523 году — воеводы бжесць-куявского, а в 1525 году — воеводы калишского.

## Семья
Был женат на Анне Лаской (ум. после 1517), дочери воевода ленчицкого и серадзского Ярослава Лаского (? — 1521) от брака с Сюзанной из Бонковы-Гуры, вдове старосты визненского Якуба из Глинек. Дети:
- Ян Косцелецкий (ум. 1553), подкоморий добжиньский (1534) и краковский (1535), воевода иновроцлавский (1542—1552) и ленчицкий (1552—1553), староста бжесць-куявский, добжиньский и ковальский
- София Косцелецкая, жена каштеляна краковского Себастьяна Мелецкого (? — 1575)
- Станислав Косцелецкий (ум. после 1536)
- Ядвига Косцелецкая (ум. после 1549), жена с 1532 года каштеляна сондецкого Северина Бонера (ум. 1549).